# Dendrodomus annulatus
Dendrodomus annulatus är en svampart som beskrevs av Bubák 1915. Dendrodomus annulatus ingår i släktet Dendrodomus, divisionen sporsäcksvampar och riket svampar.   Inga underarter finns listade i Catalogue of Life.